# 福間町
福間町（ふくままち）は福岡県にあった町。宗像郡に属していた。
福岡県北西部の宗像地方に位置し、福岡市と北九州市の中間に位置していた。福岡都市圏のベッドタウンとして近年人口が増加傾向にある。福岡都市圏・北九州都市圏に属し、自然が豊かで観光資源が豊富である。
2005年1月24日に津屋崎町と合併し、福津市となったため消滅した。以下、消滅前日までの情勢を記す。

## 位置・情勢
福岡県の北西部に位置し福岡市、北九州市の両政令指定都市のほぼ中間に位置する。経済・文化的に福岡市・北九州市・宗像市・古賀市との繋がりが強く北九州都市圏、福岡都市圏に属する。
東部から南部にかけては許斐山・本木山・飯盛山などに、北西部は玄界灘に囲まれている。特に海岸は玄海国定公園にも指定されており、観光資源が豊富である。また、福間海岸はウィンドサーフィン、ボディボード等のマリンスポーツが盛んであり、福岡県でも屈指のスポットとなっている。
福間駅北部と東福間駅周辺は早くから宅地開発が進み、福岡都市圏のベッドタウンとして発展している。

### 地域
- 福間
- 神興
- 上西郷
- 若木台

## 歴史
- 1873年（明治6年） - 藩郡奉行、庄屋等の制度が廃止、宗像は第4区となる。
- 1876年（明治9年） - 第10小区の下西郷村と福間浦が合併し、下西郷村となる。
- 1889年（明治22年）4月1日 - 町村制の施行にあたり、下西郷村が単独村制施行して下西郷村となり[1]、同時に本木・畦町・舎利蔵・内殿・上西郷の5ヶ村が合併して上西郷村となり、また八並・津丸・久末・手光・村山田の5ヶ村が合併し神興村となった。
- 1909年（明治42年）4月1日 - 下西郷村が町制施行し福間町となる[1]。
- 1954年（昭和29年）4月1日 - 福間町・上西郷村・神興村（村山田を除く）が合併し、福間町として発足。
- 2005年（平成17年）1月24日 - 津屋崎町と合併し福津市が発足、自治体としての福間町は消滅した。

## 産業
漁業
- 福間漁港

## 観光名所
福間海岸
ウィンドサーフィン、ボディボード等のマリンスポーツが盛んであり、福岡県や宗像地方でも屈指のスポットとなっていて、「九州の湘南」と呼ばれている。また、夏場には多くの海水浴客で賑わう。海岸通りにはマリンスポーツのショップやレストランがある。また、福間漁港海浜公園にはマリーナや新鮮な魚介類を購入できる漁協直営の店もある。
サンピア福岡（旧・福岡厚生年金スポーツセンター）
野球場、テニスコート、プール等を備えた総合スポーツ施設。宿泊施設や会議施設も備えている。
なまずの郷
142,000平方メートルの広大な敷地をもつ公園である。園内には庭園や芝生広場のほか、様々な運動施設（ゲートボール場、テニスコート、野球場など）も備えている。

## 交通

### 鉄道
※福間町消滅時点で存在していた路線。
- 九州旅客鉄道（JR九州）
  - 鹿児島本線
    - 福間駅 - 東福間駅
- 西日本鉄道
  - 宮地岳線（現・貝塚線。現在、旧町内区間は廃止）
    - 西鉄福間駅（現在廃駅）

### バス
- 西鉄バス宗像
- 駅バスふくま〜る（JR九州）

### 道路
- 国道3号
- 国道495号
- 福岡県道30号飯塚福間線
- 福岡県道97号福間宗像玄海線
- 福岡県道502号玄海田島福間線
- 福岡県道535号薦野福間線

## 教育機関

### 学校

#### 高等学校
- 福岡県立光陵高等学校

#### 中学校
- 福間町立福間中学校
- 福間町立福間東中学校

#### 小学校
- 福間町立福間小学校
- 福間町立福間南小学校
- 福間町立神興小学校
- 福間町立神興東小学校
- 福間町立上西郷小学校

### 教育施設
- 町立図書館